# Asphondylia grewiae
Asphondylia grewiae är en tvåvingeart som beskrevs av Ephraim Porter Felt 1919. Asphondylia grewiae ingår i släktet Asphondylia och familjen gallmyggor.
Artens utbredningsområde är Filippinerna. Inga underarter finns listade i Catalogue of Life.